# Pennellia
Pennellia là chi thực vật có hoa trong họ Cải.